# SN 2011jj
SN 2011jj – supernowa typu II P, odkryta 1 grudnia 2011 roku w galaktyce M+05-04-59. W momencie odkrycia, miała maksymalną jasność 19,8m.